# Mencía
|  | Per a altres significats, vegeu «Manuel Mencía». |

La varietat de raïm negre mencía es conrea només a Galícia i al nord de la conca del Duero, en terres d'El Bierzo. És semblant al cabernet franc i se n'obtenen uns vins molt aptes per a la criança, tant com els d'ull de llebre, però més afruitats i amb més color i acidesa.